# کنیا ماهشیرو
کنیا ماهشیرو (ژاپنی: 真栄城 兼哉؛ زادهٔ ۷ فوریهٔ ۱۹۹۵) یک بازیکن فوتبال اهل ژاپن است.
از باشگاه‌هایی که در آن بازی کرده‌است می‌توان به باشگاه فوتبال ریوکیو اشاره کرد.